# 최명선
최명선(崔明善, 1940년 ~ )은 대한민국의 대검찰청 차장검사를 역임한 법조인이다.

## 생애
서울고, 서울대학교 법과대학을 졸업하고
제3회 사법시험에 합격하여 검사에 임용되었다. 

## 경력
- 1991년 법무연수원 기획부장
- 1992년 7월 29일 ~ 1993년 3월 16일 제37대 제주지방검찰청 검사장
- 1993년 서울고등검찰청 차장검사
- 1993년 4월 3일 ~ 1993년 9월 20일 제40대 청주지방검찰청 검사장
- 1993년 9월 21일 ~ 1994년 9월 15일 제36대 대구지방검찰청 검사장
- 1994년 9월 16일 ~ 1995년 9월 19일 제4대 대전고등검찰청 검사장
- 1995년 9월 17일 ~ 1997년 8월 11일 대검찰청 차장검사
- 1997년 변호사 개업